# Деловая этика
Деловая этика (также известная, как корпоративная этика) является одной из форм прикладной и профессиональной этики, рассматривающая этические и моральные принципы или этические проблемы, которые могут возникнуть в деловой среде. Это касается всех аспектов ведения бизнеса и имеет отношение к поведению отдельных лиц и целых организаций. Этические нормы исходят от физических лиц, заявлений организаций или от правовой системы. Нормы и ценности этичной и неэтичной практики являются принципами, которыми руководствуется бизнес. Они помогают предприятиям поддерживать более тесную связь с заинтересованными сторонами.
Деловая этика — это современные организационные стандарты, принципы, наборы ценностей и норм, которые регулируют действия и поведение человека в организации. Деловая этика имеет два аспекта: нормативная деловая этика или описательная деловая этика. Как корпоративная практика и карьерная специализация, эта область деятельности в основном нормативная. Ученые, пытающиеся понять деловое поведение, используют описательные методы. Масштаб и количество вопросов деловой этики отражает взаимодействие максимизирующего прибыль поведения с не экономическими проблемами.
Интерес к деловой этике резко возрос в 1980-х и 1990-х годах, как в крупных корпорациях, так и в академических кругах. Например, большинство крупных корпораций сегодня продвигают свою приверженность не экономическим ценностям под такими заголовками, как этические кодексы и уставы социальной ответственности.
Адам Смит сказал: «Люди одной и той же профессии редко встречаются вместе, даже для веселья и развлечения, но разговор заканчивается заговором против публики или какой-то выдумкой для поднятия цен». Правительства используют законы и правила, для определения делового поведения в выгодных направлениях. Этика косвенно регулирует области и детали поведения, которые находятся вне контроля государства. Появление крупных корпораций с ограниченными отношениями и чувствительностью к сообществам, в которых они работают, ускорило развитие формальных этических режимов.
Поддержание этического статуса является обязанностью руководителя предприятия. По мнению Журнала деловой этики «Управление этическим поведением является одной из наиболее распространенных и сложных проблем, с которыми сегодня сталкиваются бизнес-организации»
Деловая этика отражает нормы каждого исторического периода. Со временем нормы развиваются, в результате чего принятое поведение становится нежелательным. Деловая этика и связанное с ней поведение также развивались. Бизнес был вовлечен в рабство, колониализм, и холодную войну .
Термин «деловая этика» широко использовался в Соединённых Штатах в начале 1970-х годов. К середине 1980-х годов не менее 500 курсов по деловой этике прошли 40 000 студентов, используя около двадцати учебников и не менее десяти учебников, при поддержке профессиональных обществ, центров и журналов по деловой этике. Общество деловой этики было основано в 1980 году. Европейские бизнес-школы приняли принципы деловой этики после 1987 года, начиная с Европейской сети деловой этики. В 1982 году появились первые книги в этой области.
Фирмы начали поддерживать свой этический статус в конце 1980-х и начале 1990-х годов, возможно, в попытке дистанцироваться от деловых скандалов, таких как сбережения и кредитный кризис. К концу Холодной войны концепция деловой этики привлекла внимание академических кругов, средств массовой информации и деловых фирм. Однако критика деловой практики подверглась критике за нарушение свободы предпринимателей, а критики были обвинены в поддержке коммунистов. Это затопило дискурс деловой этики как в СМИ, так и в научных кругах. Инициатива оборонной промышленности по деловой этике и поведению (DII) была создана для поддержки корпоративной этики поведения. Эта эпоха положила начало вере и поддержке саморегулирования и свободной торговли, которые подняли торговые тарифы и барьеры и позволили предприятиям объединяться и расширяться в условиях глобальной атмосферы.